# Johannes Block (Theologe)

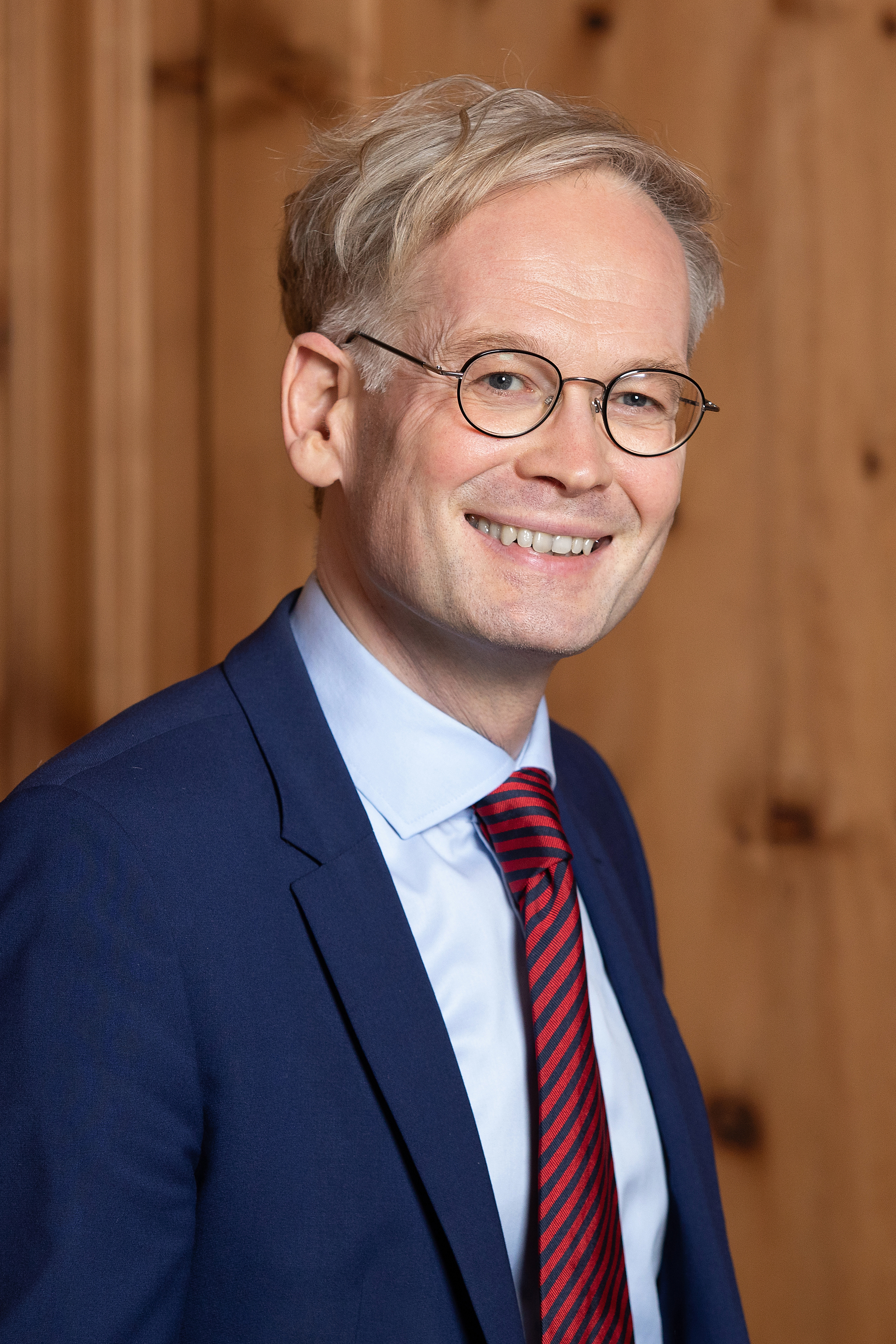
Johannes Block 2023

Johannes Block (* 1965 in Hameln) ist ein deutscher evangelischer Theologe und seit November 2021 Pfarrer am Fraumünster in Zürich. Zuvor wirkte Block von 2011 bis 2021 an der Stadtkirche Wittenberg. Seine akademischen Schwerpunkte als promovierter und habilitierter Praktischer Theologe liegen in den Bereichen Homiletik, Liturgik und Hymnologie.

## Leben
Block wuchs in Bad Pyrmont in einem Pfarrhaus auf. Sein Vater, Detlev Block (1934–2022), war Lyriker und Kirchenlieddichter. Nach dem Abitur am Humboldt-Gymnasium in Bad Pyrmont studierte Block Evangelische Theologie an den Universitäten Bonn, Heidelberg und Zürich. Das Vikariat absolvierte er in Neuhaus im Solling und Silberborn, Stadtteile von Holzminden (Evangelisch-lutherische Landeskirche Hannovers).
Im Jahr 2000 promovierte Block an der Universität Heidelberg mit einer hermeneutischen Arbeit über das gesungene Wort in der Theologie, unterstützt durch ein Stipendium der Landesgraduiertenförderung Baden-Württemberg. Seine erste Pfarrstelle übernahm er in Winsen an der Luhe (Ev.-luth. Landeskirche Hannovers). Ab 2004 arbeitete Block als Wissenschaftlicher Assistent an der Theologischen Fakultät der Universität Leipzig. 2009 habilitierte er sich mit einer homiletischen Studie über die Rede von der Sünde in der Predigt der Gegenwart.
2010 bis 2011 vertrat Block eine Professur im Fach Praktische Theologie an der Universität Leipzig und wirkte von 2014 bis 2015 als Lehrbeauftragter für Liturgik an der Hochschule für Musik und Theater Leipzig. Von 2011 bis 2021 war Block Geschäftsführender Pfarrer der Stadtkirchengemeinde in der Lutherstadt Wittenberg. In dieser Zeit verantwortete er die Generalsanierung der Stadtkirche Wittenberg mit, die von einer Spendenkampagne unter der Schirmherrschaft von Gunther Emmerlich begleitet wurde. Zu seinen weiteren Aufgaben gehörten die Organisation der Landesausstellung „Lucas Cranach der Jüngere“ 2015, die Feierlichkeiten zum Reformationsjubiläum 2017 sowie die juristische und gesellschaftliche Auseinandersetzung um die sogenannte „Wittenberger Sau“ an der Außenfassade der Stadtkirche Wittenberg.
Seit dem 1. November 2021 ist Block am Fraumünster in der Zwinglistadt Zürich tätig und wurde als 28. Pfarrer seit der Reformation am 19. Mai 2024 offiziell in das Amt eingeführt. Einer der Schwerpunkte seiner Arbeit war die Vorbereitung und Durchführung eines Reformationsjubiläums, das an die Übergabe der Fraumünsterabtei durch die letzte Äbtissin Katharina von Zimmern (1478–1547) an die Stadt Zürich vor 500 Jahren – im Jahr 2024 – erinnert hat.

## Mitgliedschaften und Ehrungen
- Block ist Mitglied in der Arbeitsgemeinschaft für Homiletik, der Luther-Gesellschaft, der Wissenschaftlichen Gesellschaft für Theologie und dem Zwingliverein.
- Dissertationspreis der Hans-Werner-Surkau-Stiftung (Universität Marburg).
- Member of The Royal Order of the Polar Star (Nordstern-Orden).

## Veröffentlichungen (Auswahl)
- Verstehen durch Musik: Das gesungene Wort in der Theologie. Ein hermeneutischer Beitrag zur Hymnologie am Beispiel Martin Luthers (= Mainzer Hymnologische Studien 6), Tübingen / Basel 2002.
- Die Rede von der Sünde in der Predigt der Gegenwart. Eine Studie zur hamartologischen Homiletik am Beispiel von Predigten aus dem Internet. Zürich 2012.
- als Herausgeber: Die wittenbergische Nachtigall. Luther im Gedicht. Leipzig 2013.
- Wittenberger Worte. Wege mit dem Wort in Martin Luthers Stadt. Mit Fotografien von Jürgen M. Pietsch, Spröda 2017.
- Stimme aus dem Verborgenen. Akusmatische Entdeckungen in Religion und Theologie. in: Sven Spieker, Mario Asef (Hrsg.): Akusmatik als Labor. Kultur – Kunst – Medien. Königshausen & Neumann, Würzburg 2023, ISBN 978-3-8260-7382-3, S. 275–288.